# Рогожани (Опольське воєводство)
Рогожани (пол. Rogożany) — село в Польщі, у гміні Кетш Глубчицького повіту Опольського воєводства.
Населення — 195 осіб (2011).

## Демографія
Демографічна структура станом на 31 березня 2011 року:
|          | Загалом | Допрацездатний вік | Працездатний вік | Постпрацездатний вік |
| -------- | ------- | ------------------ | ---------------- | -------------------- |
| Чоловіки | 88      | 18                 | 63               | 7                    |
| Жінки    | 107     | 23                 | 64               | 20                   |
| Разом    | 195     | 41                 | 127              | 27                   |